# ایالات متحده آمریکا در المپیک تابستانی ۱۹۸۸
ایالات متحده آمریکا در بازی‌های المپیک تابستانی ۱۹۸۸ که در سئول کره جنوبی برگزار شد، با ۵۲۷ ورزشکار (۳۳۲ مرد، ۱۹۵ زن) در ۲۷ رشته ورزشی شرکت نمود و موفق به کسب ۹۴ مدال (۳۶ طلا، ۳۱ نقره، ۲۷ برنز) شد که در رتبه ۳ مسابقات قرار گرفت.